# Slade School of Fine Art

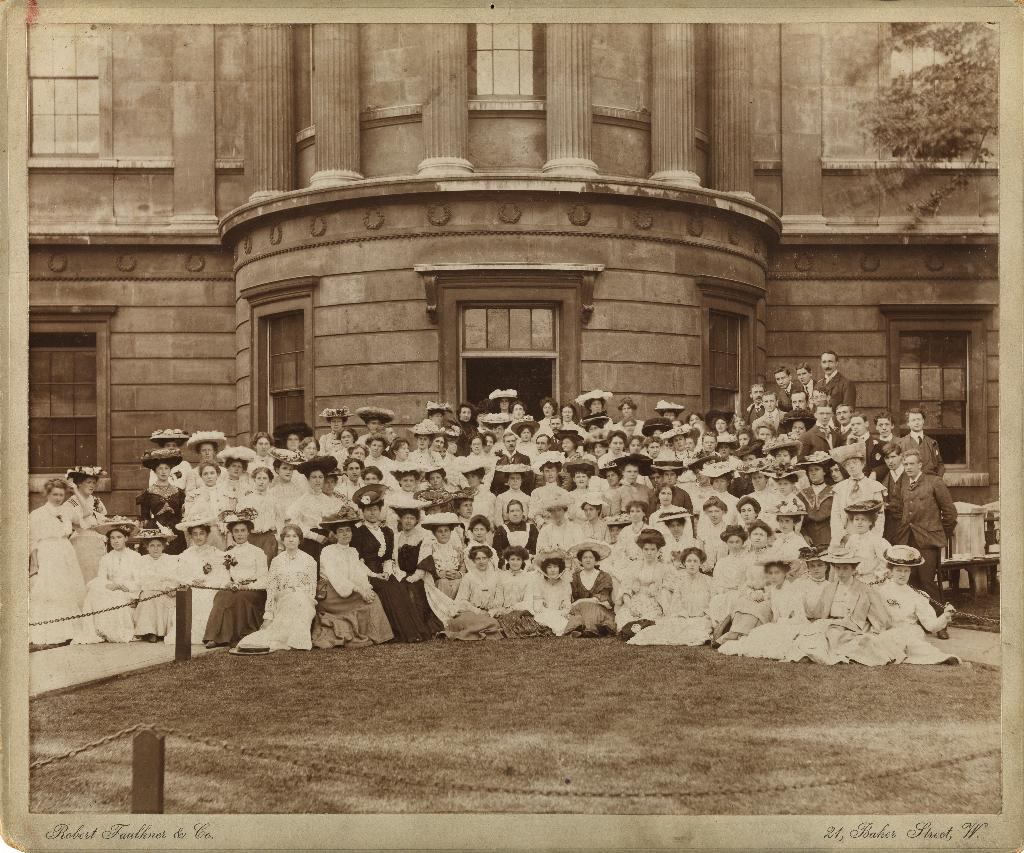
Studenti della ‘Slade School of Fine Art’ nel 1905

La Slade School of Fine Art (informalmente ‘The Slade’) è un'Accademia di Belle Arti collegata all'University College di Londra (UCL), e ha sede nella capitale del Regno Unito. Ha fama mondiale ed è a ragione classificata come uno dei migliori istituti scolastici di arte e design del Regno Unito. La scuola è organizzata come dipartimento della Facoltà di Lettere e Filosofia della 'UCL'.

## Storia
La "Slade School" affonda le sue radici nell'anno 1868, quando l'avvocato e filantropo Felix Slade (1788-1868) lasciò in eredità i fondi per creare tre corsi di laurea in "Belle Arti", presso l'Università di Oxford, l'Università di Cambridge e l'University College di Londra, che furono anche dotati di sei borse di studio.

Due dei periodi più importanti della scuola sono stati gli anni immediatamente precedenti la fine del XIX secolo, e i primi anni del XX secolo, fino allo scoppio della prima guerra mondiale. Nel primo periodo frequentarono la scuola, tra gli altri,  gli studenti Augustus John, William Orpen e Wyndham Lewis.

Nel secondo - che è stato raccontato da David Boyd Haycock nel suo saggio "A Crisis of Brilliance: Five Young British Artists and the Great War", 2009 - fra gli studenti ci furono Dora Carrington, Mark Gertler, Paul Nash, Christopher R.W. Nevinson e Stanley Spencer.